# Lista planetoid trojańskich Neptuna
Lista planetoid trojańskich na orbicie Neptuna. Według stanu na 18 sierpnia 2021 roku znanych było 28 takich obiekty:
24 obiekty, które znajdują się w pobliżu punktu L4 na orbicie Neptuna, wyprzedzające planetę w ruchu orbitalnym o ok. 60°
- (385571) Otrera
- (385695) Clete
- (527604) 2007 VL305
- (530664) 2011 SO277
- (530930) 2011 WG157
- 2001 QR322
- 2005 TN53
- 2006 RJ103
- 2010 TS191
- 2010 TT191
- 2011 HM102
- 2012 UV177
- 2012 UD185
- 2013 RL124
- 2013 TZ187
- 2013 VX30
- 2014 QO441
- 2014 QP441
- 2014 RO74
- 2014 SC374
- 2014 UU240
- 2015 RW277
- 2015 VV165
- 2015 VW165
- 2015 VX165

Cztery planetoidy związane z punktem L5 na orbicie Neptuna, podążające ok. 60° za planetą
- 2004 KV18
- 2008 LC18
- 2011 HM102
- 2013 KY18

Za trojańczyka Neptuna dawniej była uważana także m.in. planetoida 2007 RW10, ale dalsze obserwacje nie potwierdziły tego.